# Об'єднаний перехідний кабінет Білорусі
Об'єднаний перехідний кабінет Білорусі (біл. Аб’яднаны пераходны кабінет Беларусі) — колективний виконавчий орган демократичних сил Білорусі, який 9 серпня 2022 року створила Світлана Тихановська. В кабінет, який займається діяльністю в еміграції з центральним офісом у Вільнюсі, входять представники демократичного руху, бізнесу та силового блоку Білорусі, які визнають Тихановську національною лідеркою країни.

## Передумови
9 серпня 2020 року в Білорусі відбулися президентські вибори, результати яких не визнала значна частина населення, внаслідок чого почалися наймасовіші в історії країни протести. Протестувальники, а також усі держави ЄС та США визнали Світлану Тихановську переможницею виборів і національним лідером. В еміграції навколо Офісу Світлани Тихановської створено численні демократичні структури, які, однак, не мали спільного координаційного органу. Тим часом у Білорусі навесні 2021 року масові протести придушили масштабними репресіями режиму Лукашенка за підтримки Росії.
24 лютого 2022 року Росія вдерлася в Україну, в тому числі з території Білорусі. Того самого дня Світлана Тихановська заявила про намір створити перехідний кабінет як національний орган Білорусі. Свій задум вона пояснила тим, що Олександра Лукашенка більше не можна вважати гарантом незалежності та територіальної цілісності Білорусі.

## Діяльність
Об'єднаний перехідний кабінет Білорусі створено 9 серпня 2022 року на конференції «Нова Білорусь», яка відбувалася у Вільнюсі у другу річницю початку масових протестів після президентських виборів. Одразу після оголошення про створення кабінету Світлана Тихановська призначила його представників. Ними стали Павло Латушко, Олександр Азаров, Валерій Ковалевський та Валерій Сахащик. Заявлено про майбутнє розширення кабінету за рахунок представників з питань соціальної політики, економіки та фінансів і національного відродження. 7 вересня 2022 року від імені кабінету видали першу постанову, в якій пріоритетним завданням організації оголосили відновлення та захист суверенітету країни. 9 вересня 2022 року пресслужба організації повідомила про нового представника кабінету з питань фінансів та економіки, ним стала підприємиця і засновниця компанії Laava Tech Тетяна Зарецька. 16 вересня стало відомо, що історика та колишню телеведучу телеканалу «Белсат» Аліну Ковшик призначили представницею з питання національного відродження.
У червні 2023 року представник Об'єднаного перехідного кабінету з питань оборони та нацбезпеки Валерій Сахащик оголосив про створення 1-ї окремої десантно-штурмової роти білорусів, яка входить до складу 79-ї десантно-штурмової бригади.

## Представники
- Транзит влади — Павло Латушко (з 9 серпня 2022)
- Відновлення правопорядку — Олександр Азаров (з 9 серпня 2022)
- Закордонні справи — Валерій Ковалевський (з 9 серпня 2022)
- Оборона та національна безпека — Валерій Сахащик (з 9 серпня 2022)
- Фінанси та економіка — Тетяна Зарецька (з 9 вересня 2022)
- Національне відродження — Аліна Ковшик (з 16 вересня 2022)

## Реакція режиму Лукашенка
30 серпня 2022 року КДБ Республіки Білорусь визнав Об'єднаний перехідний кабінет екстремістським формуванням. 5 вересня його внесли до відповідного списку. У грудні того ж року Telegram-канал кабінету було внесено до списку екстремістських матеріалів. У липні 2025 року Верховний суд Республіки Білорусь за клопотанням генерального прокурора Андрія Шведа визнав Об'єднаний перехідний кабінет терористичною організацією.